# Ghatiana sanguinolenta
Ghatiana sanguinolenta — вид крабів родини Gecarcinucidae. Описаний у 2023 році.

## Поширення
Ендемік Індії. Поширений у Західних Гатах. 

## Опис
Вирізняється вигнутим назовні кінцевим члеником першого гонопода самця та темним криваво-червоним забарвленням панцира у живих особин.